# Гуанин
За бодхисава Гуан ин виж Авалокитешвара.
Гуанинът (G) е една от четирите нуклеотидни бази изграждащи нуклеиновите киселини ДНК и РНК. Останалите са аденин, цитозин и тимин (урацил в РНК). В ДНК, гуанинът се свързва с цитозин, посредством три водородни връзки. С молекулна формула C5H5N5O, гуанинът е производно на пурин, състоящ се от свързани с обща двойна връзка пиримидинов и имидазолор пръстен. Поради ненаситеността си молекулата му е планарна (плоска). Гуаниновият нуклеозид се нарича гуанозин.